# جاناتان اسلاوین
جاناتان اسلاوین (انگلیسی: Jonathan Slavin؛ زادهٔ ۸ نوامبر ۱۹۶۹) هنرپیشه اهل ایالات متحده آمریکا است.
از فیلم‌ها یا برنامه‌های تلویزیونی که وی در آن نقش داشته‌است می‌توان به اسلاپی و شخص نفرت‌انگیز، مسابقه تا کوه جادوگران، عشق و بخشش، و الکساندر و روز وحشتناک، افتضاح، ناگوار، خیلی بد اشاره کرد.